# فیلیپ فیلیپس
فیلیپ فیلیپس (به انگلیسی: Phillip Phillips) متولد ۲۰ سپتامبر ۱۹۹۰ در ایالت جورجیا آمریکا و برنده فصل ۱۱ امریکن آیدل  می‌باشد.
آهنگ او در فینال مسابقه، "Home"،پرفروش‌ترین تک‌آهنگ برنده در طول تاریخ امریکن آیدل شد.

## در حال حاضر
آلبوم اول او "The World From The Side of the Moon"موفق به دریافت نشان پلاتینوم شد.این خواننده در سال 2013،در لیست پردرآمدترین خوانندگان امریکن آیدل،مشترکاً با آدام لمبرت در رتبهٔ سوم قرار گرفت.آلبوم دوم او "behind the light"در سال 2014منتشر شد و تاکنون فروش بالایی داشته‌است.